# Диабали
Диабали (фр. Diabaly) — город и коммуна на юго-западе Мали. Расположен в округе Нионо области Сегу.

## География
Коммуна имеет площадь около 1538 квадратных километров и в её состав входят 28 деревень и город. По переписи 2009 года в коммуне проживало 35 266 человек. Город находится в 50 км к северу от Нионо, на западной стороне канала Фала-де-Молодо, который является частью ирригационной системы Office du Niger. Поля вокруг города орошаются, но большая часть коммуны расположена к востоку от канала, в районе, где орошение отсутствует.

## Во время Туарегского восстания
8 сентября 2012 года на контрольно-пропускном пункте, находившийся недалеко от деревни, группа солдат малийской армии арестовала 17 исламских проповедников, прибывших из Мавритании. Они подозревались в причастности к исламистским боевикам, 16 из них были казнены.
14 января 2013 года Диабали был оккупирован туарегскими повстанцами. Через неделю, 21 января город был освобождён вооружёнными силами Мали и Франции.